# Bob McNab
Robert „Bob“ McNab (* 20. Juli 1943 in Huddersfield) ist ein ehemaliger englischer Fußballspieler und -trainer. Als linker Außenverteidiger war er zum Ende der 1960er- und Anfang der 1970er-Jahre Stammspieler beim FC Arsenal, mit dem er 1970 den Messepokal und im Jahr darauf das „Double“ aus englischer Meisterschaft und FA Cup gewann.

## Sportlicher Werdegang
In seiner Geburtsstadt schloss sich McNab früh dem heimischen Profiklub Huddersfield Town an und im Februar 1962 unterzeichnete er den ersten Profivertrag. Als junger Abwehrspieler absolvierte er bei dem Zweitligisten zwei erste Meisterschaftspartien in der Saison 1963/64 und in der Spielzeit 1965/66 erfolgte der sportliche Durchbruch, als er von 42 Ligabegegnungen nicht eine einzige verpasste. Dadurch stand er im Fokus einiger Erstligisten und kurz nach Beginn der Saison 1966/67 wechselte er im Oktober 1966 für 40.000 Pfund zum FC Arsenal – die bis dahin höchste Transfersumme für einen Außenverteidiger im englischen Fußball.
Auf Anhieb etablierte sich McNab in der Abwehrformation der „Gunners“ und bis zum Ende der 1960er-Jahre war er an der Seite von Spielern wie Pat Rice und Frank McLintock eine feste Größe. Eine wichtige Rolle in seiner Karriere spielte auch die Umstellung von Mann- auf Zonendeckung unter Trainer Bertie Mee und dessen Kotrainer Don Howe. Beleg dieses Erfolgs war die Reduzierung der Gegentore von 56 in der Ligaspielzeit 1967/68 auf nur noch 27 im Jahr darauf. In diese Zeit fielen auch seine vier Länderspiele für die englische A-Nationalmannschaft zwischen dem 6. November 1968 gegen Rumänien und 3. Mai 1969 gegen Nordirland, die ohne Niederlage, aber auch mit nur einem Sieg, endeten. Erster Titelgewinn für McNab war im April 1970 der Messepokal und in beiden Finalpartien gegen den RSC Anderlecht (1:3, 3:0) stand er die jeweils volle Spielzeit auf dem Platz. Die größten Erfolge feierte er dann im folgenden Jahr, als er 62 Einsätze zum Gewinn des „Doubles“ aus englischer Meisterschaft und FA Cup beitrug. Tribut zollen musste er im anschließenden Jahr der Tatsache, dass er oft auch Verletzungen zum Trotz gespielt hatte, und so verpasste er ein Großteil der Spiele in der Saison 1971/72. Auch auf dem Weg zur Titelverteidigung im FA Cup pausierte er lange, bevor er im Halbfinale gegen Stoke City zurückkehrte und auch im anschließenden Finale gegen Leeds United (0:1) antrat. Seinem Dauerkonkurrenten Sammy Nelson auf der linken Abwehrseite gab er dann erst wieder sporadisch ab der Saison 1973/74 weitere Gelegenheiten und endgültig Platz machte McNab nach Ende der Spielzeit 1974/75, als er nach insgesamt neun Jahren für Arsenal den Klub ablösefrei in Richtung des Erstligakonkurrenten Wolverhampton Wanderers verließ. Der nur einjährige Aufenthalt bei den „Wolves“ verlief jedoch enttäuschend und nach dreizehn Einsätzen zu Saisonbeginn kam McNab ab November 1975 nicht mehr zum Zuge – am Ende stand der Abstieg in die Zweitklassigkeit.
Ab der zweiten Hälfte der 1970er-Jahre suchte McNab sein Glück zunehmend im nordamerikanischen Profifußball und nach einem ersten kurzen Versuch 1976 bei San Antonio Thunder sowie einer zwischenzeitlichen Rückkehr nach England beim FC Barnet (bis 1977) war sein Engagement in Vancouver ab 1979 bei den Whitecaps nachhaltiger. In der kanadischen Stadt, in der auch seine Tochter Mercedes – die später als Schauspielerin und Fotomodell bekannt wurde – zur Welt kam, gewann er vornehmlich in der Funktion des Assistenztrainers agierend die Soccer Bowl. In Vancouver arbeitete er auch kurz als Cheftrainer, bevor er nach Beendigung seiner eigenen aktiven Karriere in den Bereich des professionellen Hallenfußballs wechselte. Im „Indoor Soccer“ trainierte er zur Mitte der 1980er-Jahre die Tacoma Stars und bestritt sogar noch selbst eine Partie im laufenden Wettbewerb. Später zog McNab nach Los Angeles um, wo er für ein Bauträgerunternehmen zu arbeiten begann. Dazu betreute er Mitte der 1990er-Jahre erneut im Hallenfußball die San Jose Grizzlies. Das Team gehörte dem aus Serbien stammenden Geschäftsmann Milan Mandarić und knapp fünf Jahre später war McNab 1999 Teil eines von Mandarić angeführten Konsortiums, das den FC Portsmouth übernahm. Im Dezember 1999 übte McNab nach der Entlassung von Alan Ball interimistisch in Portsmouth das Cheftraineramt aus und gab es nach der Verpflichtung von Tony Pulis im Januar 2000 wieder ab. Zu seinen weiteren Aktivitäten hatten ab Mitte der 1990er das Einfädeln einiger Transfers von Spielern aus Nord- und Mittelamerika nach England gehört, darunter die von Brad Friedel und Paulo Wanchope. Gemeinsam mit Paul Mariner engagierte sich McNab dazu als technischer Direktor für Adidas im Rahmen der Errichtung des US-amerikanischen Förderprogramms ESP („Elite Soccer Program“), das später von einer Gruppe um Jürgen Klinsmann übernommen wurde.

## Titel/Auszeichnungen
- Englische Meisterschaft (1): 1971
- Englischer Pokal (1): 1971
- Messepokal (1): 1970